# Hendrik Christoffel van de Hulst

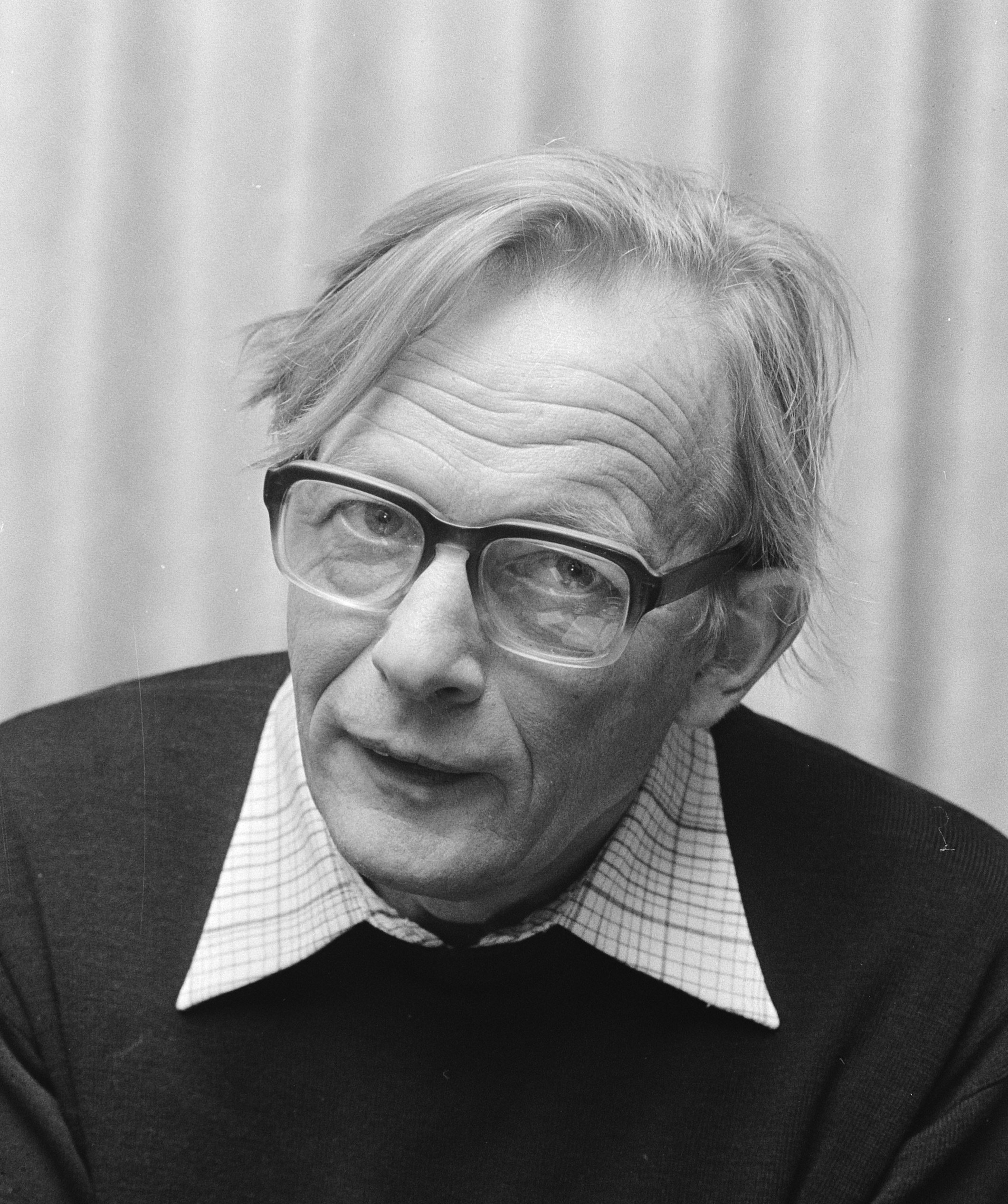
Hendrik C. van de Hulst, 1977

Hendrik Christoffel van de Hulst, genannt Henk, (* 19. November 1918 in Utrecht; † 31. Juli 2000 in Leiden) war einer der bedeutendsten niederländischen Astrophysiker der letzten 150 Jahre.

## Leben und Wirken
Hendrik Christoffel van de Hulst wurde am 19. November 1918 als Sohn des Schuldirektors und Kinderbuchautor Willem Gerrit van de Hulst (1879–1963) und seiner Ehefrau Johanna Cornelia in Utrecht geboren. Er wuchs in calvinistisch-religiösen Verhältnissen, im Glauben an die Lehre der reformierten niederländischen Kirche, auf. Fünf weitere Geschwister lebten in der Familie. Seine familiären Bedingungen bezeichnete er später als angenehm und glücklich. Lediglich sein Gesundheitszustand war in diesen Jahren schlecht. Während des Schulbesuchs am Gymnasium in Utrecht 1930 zeigte er bereits, dass er für einen Hochschulbesuch mit starkem mathematischen Profil gute Voraussetzungen mitbrachte. Sein eigentlicher Berufswunsch in dieser Zeit war, Ingenieur oder Techniker zu werden. Er studierte an der Universität Utrecht, aber erst im zweiten Studienjahr fiel seine Entscheidung, sich der Astrophysik zuzuwenden. Das war vor allem durch die interessanten Lehrveranstaltungen seines Dozenten Marcel Minnaert (1893–1970) ausgeprägt worden. Wegen des deutschen Überfalls auf die Niederlande musste Hendrik van de Hulst sein Studium 1939 unterbrechen. Aus der Kriegsgefangenschaft heraus machte ihn Marcel Minnaert 1941 auf einen Preiswettbewerb der Universität Leiden aufmerksam. Hier war die Aufgabe gestellt worden, für die vor 10 Jahren im interstellaren Raum entdeckten Staubpartikel Erklärungen zu finden. Im April 1941 reichte Hendrik van de Hulst seine Bewerbung ein und die Jury attestierte ihm "einen ausgereiften wissenschaftlichen Geist". Denn ihn hatte nach der Unterbrechung des Studiums das Thema der Lichtstreuung in einem astronomischen Kontext weiter beschäftigt.
Als 1944 aus den USA Nachrichten eintrafen, dass der amerikanische Ingenieur und Funkamateur Grote Reber (1911–2002) der Entdeckung von Karl Jansky (1905–1950) nachgegangen war und weitere Untersuchungen zu Interferenzquellen, die Fernkommunikationssysteme stören, durchgeführt hatte, war er dabei auf starke Emissionen in der Mitte der Milchstraße gestoßen. Hulst berechnete 1944 theoretisch die 21-cm-Linie (1420,4058 MHz) des interstellaren neutralen Wasserstoffs und sagte damit deren Existenz als Emissions- und Absorptionslinie von interstellaren Wolken aus Wasserstoff voraus. Einem Vorschlag von Jan Oort folgend, bei dem er 1944 einige Monate in Leiden war, beschäftigte er sich in der Folgezeit mit Beobachtungen der Spektrallinie im Funkregime. Oort suchte damals Erklärungen für die von Grote Reber beschriebenen Beobachtungen. Die Linie ist ein spezieller Fall der Hyperfeinstruktur. Sie kommt durch das Umkippen des Spins des den Wasserstoffkern umkreisenden Elektrons zustande. Van de Hulst berichtete darüber bei einem Treffen des Niederländischen Astronomie-Clubs (NAC) im April 1944. Doch erst 1951 wurde diese Strahlung von mehreren Radioobservatorien unabhängig voneinander nachgewiesen, zuerst von Edward Mills Purcell. Danach leitete van de Hulst mit Oort und Christian Alexander Muller (Lex Muller) das niederländische Team, das mit einem australischen Team damit die interstellaren Wolken der Milchstraße kartierte und deren Spiralarme nachwies. Bei dem Treffen des NAC im Leidener Observatorium im April wurde, abgeleitet aus diesen spektakulären Entdeckungen, vor allem über die Möglichkeiten und Perspektiven der Radioastronomie für die Niederlande diskutiert. Im Folgejahr verfolgten mehrere Gruppen – auch internationale Observatorien waren dabei –, die von van de Hulst getroffene Voraussage in der astronomischen Praxis zu überprüfen. Als nach Ende des Krieges die Universität noch nicht wieder arbeitsfähig war, versuchte van de Hulst, sich vorerst Wissen im Selbststudium anzueignen. 1946 promovierte er bei Marcel Minnaert mit dem Thema "Optik sphärischer Teilchen".
Im gleichen Jahr heiratete er Wilhelmine Mengerink, die ebenfalls in Utrecht Astronomie studierte. Nach der Hochzeit wechselte sie in das Studienfach der Psychologie. Aus der Ehe gingen zwei Söhne und zwei Töchter hervor.
Nach der Promotion verließen Hendrik van de Hulst und seine Ehefrau die Niederlande und begannen in den USA zu arbeiten. Er erhielt ein Postdoc-Stipendium am Yerkes-Observatorium der University of Chicago. Hier war er zwei Jahre lang tätig. In dieser Zeit schloss er engen Kontakt zu Subrahmanyan Chandrasekhar, dem späteren Nobelpreisträger, und zu Gerard Kuiper (1905–1973). Dieser regte Hendrik van de Hulsts Interesse an, weiter über Themen des Sonnensystems zu arbeiten, was zu Forschungsarbeiten zum Staub der Tierkreis-Zeichen führte. Doch Oort empfahl ihm, wieder in die Niederlande zurückzukehren. Hier begann er dann 1948 an der Universität in Leiden als Lektor. Doch kehrte er auch in der Folgezeit immer wieder für längere Phasen in die USA zurück. Dann arbeitete er bei Harvard, Caltech und dem Institute for Space Studies in New York. 1951 war dann der praktische Durchbruch seiner theoretischen Annahme von 1944 erreicht, als mehrere Observatorien unabhängig voneinander diese Strahlung tatsächlich nachweisen konnten. Zuerst wurden sie von der Harvard University, dann durch das Observatorium Kootwijk (Niederlande) zweifelsfrei bestätigt.
Im Folgejahr 1952 wurde van de Hulst Professor an der Universität Leiden. In dieser Position schrieb er gemeinsam mit Cornelis Anthonie van Peursen (1920–1996) ein Buch über die Grundlagen der Physik. Dabei kamen sie zu dem Schluss, dass es nicht möglich ist, eine klare philosophische Definition für die Physik als Wissenschaft zu geben. Diese Erkenntnis und die intensive Beschäftigung mit Erscheinungen der Naturwissenschaften führte bei ihm dazu, dass er sich mehr und mehr von seinen früheren religiösen Anschauungen distanzierte. Mehrere wissenschaftliche Arbeiten folgten so auch der Monografie "Light Scattering by Small Particles" über die er sagte, sie sei vor allem geschrieben worden, um "das Licht der Milchstraße zu erklären". Von der Gewerkschaft der Wissenschaften ICSU wurde 1958 die internationale Organisation zur friedlichen Erkundung des Universiums, das COSPAR, ins Leben gerufen. Denn es gab zu dieser Zeit enorme Bedenken, dass der bereits begonnene Wettbewerb zwischen den USA und der UdSSR dazu führen würde, nur noch die militärischen Aspekte der Weltraumforschung im Auge zu haben. Van de Hulst wurde ihr erster Direktor und nahm Einfluss auf eine vordergründig nach wissenschaftsethischen Gesichtspunkten ausgerichtete Arbeit der internationalen Gremien. So wurde bereits ein Jahr später das Komitee für Weltraumforschung gegründet und er war 1960 an der Gründung der ESRO beteiligt – der ersten europäischen Weltraumforschungs-Organisation. Van de Hulst war Mitglied der Niederländischen Akademie der Wissenschaften. 1960 wurde er in die American Academy of Arts and Sciences und in die American Philosophical Society gewählt, 1977 in die National Academy of Sciences und 1991 zum auswärtigen Mitglied der Royal Society. Dabei lag ihm als Niederländer vor allem am Herzen, auch die Position seines Landes mit stärken zu helfen. So gewann er 1965 eine Gruppe junger Delfter Ingenieure, formte und unterstützte die Gruppe, um auch eigenständige Beiträge für die Niederlande leisten zu können. Folgerichtig wurde dann Anfang der 1970er Jahre in Leiden ein Labor errichtet, das sich vor allem der wissenschaftlichen Verfolgung von interstellaren Streuprozessen zuwandte. So konnte er neben den Forschungen auf dem Gebiet der Radioastronomie auch wertvolle Beiträge zum Verständnis der Lichtstreuung an kleinen Teilchen und insbesondere an interstellarem Staub, der Sonnenkorona und der interstellaren Materie liefern. Er war 1975 an der Gründung der European Space Agency (ESA) und an der Gründung des European Space Research and Technology Centre (ESTEC) in Noordwijk beteiligt.
Nach seiner Emeritierung 1984 hielt er nach wie vor an diesen Aktivitäten fest. Kurz darauf entstand das neue Institut SRON zur Leitung und Planung der Weltraumforschung unter der Schirmherrschaft der niederländischen National Science Foundation. Doch Ende der 1990er Jahre bereitete ihm seine Gesundheit einige Probleme. Hendrik van der Hulst verlor plötzlich an Gewicht; eine ärztliche Untersuchung erbrachte die Diagnose eines inoperablen Lungenkarzinoms. Als der ihn betreuende Arzt ihm die Mitteilung machte, sein Tod stünde unmittelbar bevor, entgegnete er, dass er sich ja dann wenigstens keine Sorgen um die Probleme der Jahrhundertwende zu machen brauche. Durch seine stoische Haltung schaffte er es, dieses drohende Datum bis in den Juli des Folgejahres zu verlängern. Am 21. Juli 2000 verstarb van de Hulst in Leiden.

## Auszeichnungen und Ehrungen
- 1955: Henry Draper Medal
- 1955: Eddington-Medaille
- 1964: Rumford-Medaille
- 1978: Bruce Medal
- 1987: Karl G. Jansky Lecture
- 1990: Massey Award der Royal Society und von COSPAR
- 1992: Janssen-Medaille der Academie des Sciences
- 1995: Karl-Schwarzschild-Medaille der Astronomischen Gesellschaft

Der Asteroid (2413) van de Hulst wurde 1987 nach ihm benannt (und 1985 der Kleinplanet (2412) Wil nach seiner Frau).

## Werke
- J. Mayo Greenberg, H. C. van de Hulst (Hrsg.): Interstellar dust and related topics. Reidel, Dordrecht 1973, ISBN 90-277-0396-5.
- Light scattering by small particles. Dover Publ., New York, Dover, 1981, ISBN 0-486-64228-3.
- Observation of the interstellar hydrogen line of wave length 21 cm made at Kootwijk, Netherlands, Astronomical Journal, Band 56, 1951, S. 144
- The galaxy explored by radio waves, The Observatory, Band 73, 1953, S. 129–139
- Study of the 21 cm line and their interpretation, in H. C. van de Hulst (Hrsg.), Radio astronomy, Proc. of the 4th IAU Symposium, Cambridge University Press 1957, S. 3–13